# بلدية ريفية
للتعرف على المصطلح الإستوني، يرجى الاطلاع على البلدية الريفية (إستونيا)، وبالنسبة للمصطلح الفنلندي، يرجى الاطلاع على maalaiskunta (البلدية الريفية في فنلندا).
البلدية الريفية، والتي غالبًا ما تتم الإشارة إليها بالاختصار الإنجليزي RM، هي شكل من أشكال البلديات في مقاطعتي مانيتوبا وساسكاتشوان الكنديتين، والتي يمكن أن تشبه إلى حد كبير المقاطعات أو البلدات في غرب الولايات المتحدة. وعلى خلاف أغلب المقاطعات في الولايات المتحدة أو كندا، فإن البلديات الريفية، على وجه التحديد، تستثني المدن والقرى والأمم الأولى والمحميات الهندية الرسمية المحددة من أقاليمها. وهي، في الأساس الأجزاء الريفية لما يمكن أن يكون مقاطعة في الغالب. وبتلك الطريقة، يمكن أن تشبه على أفضل وجه بعض المقاطعات المعينة في ولاية فيرجينيا التي تحتوي على مدن مستقلة مستثناة من أقاليمها، رغم أنه في فيرجينيا، توجد عادة مدينة مستقلة واحدة فقط في كل مقاطعة، في حين أنه يمكن أن تكون هناك العديد من المجتمعات المستثناة بشكل رسمي في الإقليم الجغرافي للمحليات الريفية.

## معلومات تاريخية
تم إصدار المرسوم البلدي لعام 1883 من خلال الأقاليم الشمالية الغربية لتوفير الخدمات للمناطق الريفية وتوفير بعض وسائل الحكم البلدي لها. وقد أصبحت ساسكاتشوان وألبرتا إقليمان في عام 1905. 
وقد أصدرت حكومة الأقاليم الشمالية الغربية قانون العمل الأساسي (1897) وحددت مقاطعات إطفاء الحرائق أو مقاطعات قانون العمل وإطفاء الحرائق (SLF) أو مقاطعات العمل الأساسي. ويمكن أن يقوم السكان في المجتمع بدفع الضرائب أو قضاء يومين في كل ربع سنة في العمل العام من خلال إنشاء الطرق والكباري وحواجز النيران بدلاً من دفع الضرائب. فقد كان حريق البراري في القرن التاسع عشر أمرًا مدمرًا. وقد أطلق بعد ذلك على مقاطعات إطفاء الحرائق اسم مقاطعات التحسين المحلي التي تم إصلاحها وتغييرها بعد ذلك لتصبح البلديات الريفية.
وفي ساسكاتشوان، كانت مقاطعات التحسين المحلية (1898)، والتي كان يطلق عليها بشكل نموذجي اسم LID، هي أسلاف البلديات الريفية. وقد شهد الثالث عشر من ديسمبر، عام 1909 بداية توقف مقاطعات التحسين المحلية لصالح مناطق بلدية ريفية أصغر. وبشكل نموذجي، تتكون البلدية الريفية من حوالي ثمانية بلدات، كل منها مساحتها ستة أميال في ستة أميال. ويمكن أن تشكل المناطق المستقرة ذات الكثافات السكانية المرتفعة بلديات حضرية مع إدارة قرية أو مدينة. ففوق خط الأشجار في شمالي ساسكاتشوان، تم استبدال مقاطعة التحسين المحلية الشمالية واستخدام إدارة شمال ساسكاتشوان في عام 1972، ولم يتم تقسيمها إلى محليات ريفية أصغر. وتعد أولد بوست، في ساسكاتشوان هي أكبر بلدية ريفية وتشكلت من مقاطعة التحسين المحلية الأخيرة.
وقد كانت ألبرتا تحتوي على العديد من مقاطعات التحسين التي أصبحت مقاطعات بلدية.

## وصلات خارجية
- Saskatchewan Archives- Family History Research
- Canadian Rural Information Service - Municipal associations directory
- Rural Municipal Boundary Map نسخة محفوظة 5 فبراير 2012 على موقع واي باك مشين.
- Saskatchewan Gen Web - One Room School Project - Evolution
- SARM History نسخة محفوظة 23 مارس 2007 على موقع واي باك مشين.

‌